# Columbia (Kentucky)
Columbia is een plaats (city) in de Amerikaanse staat Kentucky, en valt bestuurlijk gezien onder Adair County.

## Demografie
Bij de volkstelling in 2000 werd het aantal inwoners vastgesteld op 4014.
In 2006 is het aantal inwoners door het United States Census Bureau geschat op 4192, een stijging van 178 (4,4%).

## Geografie
Volgens het United States Census Bureau beslaat de plaats een oppervlakte van
8,9 km², geheel bestaande uit land. Columbia ligt op ongeveer 272 m boven zeeniveau.

## Plaatsen in de nabije omgeving
De onderstaande figuur toont nabijgelegen plaatsen in een straal van 32 km rond Columbia.